# 포르모사 공중전
포르모사 공중전(일본어: 台湾沖航空戦, 중국어 정체자: 台灣空戰)은 1944년 10월 10일부터 20일 사이에 류큐 제도 동쪽 해안과 타이완, 필리핀의 루손섬에서 일본 제국 해군과 미해군 3함대 소속 제38 기동함대 사이에 벌어진 공중전이다. 포르모사(스페인어) 또는 포모사(영어)는 타이완의 다른 이름이다. 이는 제 2차 세계 대전 중 이어진 일련의 일본 본토 공습가운데 하나이며, 이 공중전에 의하여 1944년 10월에 있었던 레이테만 전투에 일본 해군 항공모함이 참전하지 못하게 된다.
포르모사 공중전은 미군이 일방적으로 압도하였다. 당시 미군은 잘 훈련되었으며, 우수한 기체를 가지고 있었고, 반면 일본군은 전투 손실이 극심하였기 때문이다. 미군은 항공 우세를 바탕으로 차후에 이어진 오키나와 전투에서의 일본의 방어 능력을 약화시켰다.

## 배경
마리아나 해전에서 승리를 거둔 미군은 일본이 본토 방어를 위해 설정한 절대국방권을 돌파했고, 강력한 기동 부대를 앞세워 새로운 침공을 준비하고 있었다. 일본군은 쇼호작전을 도모하여 그들을 요격할 준비를 하고 있었다. 따라서 주력으로 삼은 제2항공함대는 확충되어 있었다. 특히 공군부대의 T 공격 부대는 쇼호작전에서 야간, 악천후를 틈타 공격하는 것을 핵심으로 하는 대기동 부대 전법을 세우고 있었다.
1944년 7월 23일 도상 연습군령부에서 악천후로 인해 출발이 어려운 주간 공격을 주로 하고, 기회가 없으면 적의 활동이 뜸한 야간에 공격하는 T 공격 부대 안이 나왔다. 한편으로 지휘권을 가진 제2항공함대에서 비행 집단 구분을 임무별로 정하여 T 공격 부대에 의한 야간 공격을 중심으로 하는 주간 공격, 황혼 공격의 세 가지를 부서로 편성했다. 제1에서 제4까지 정해진 상황에 따라 그 중 하나를 적용하는 전법이 등장했다. 이것은 나중에 제6기지 항공부대가 규정한 전투 방법으로 발전했다. 또한 1944년 9월 초, T 공격의 방식에 의문을 제기한 제2항공함대 사령관 후쿠도메 시게루 중장은 T 공격 부대는 결전의 일격을 위해 야간 공격이나, 악천후 속에 운용하는 것은 최후의 카드로 결행하겠다고 했다. 연합함대 사령장관 도요다 소에무는 부대 운용에 대해 제2항공함대 사령장관인 후쿠도메에게 일임하고, 힘들 때는 무리를 하지 말라고 했다.
이렇게 포르모사 항공전은 군령부가 제안한 ‘T 공격’이 실행이 아닌 제2항공함대가 도상 연습에서 보여준 전법이 실시되었다. 실제로 포르모사 항공전에서도 작전 수행 과정은 작전지도 보고, 전과 손해 등 제2항공함대 도상 연습과 유사한 내용이 되었다. 다른 점은 도상 연습은 600 해리 영내에서 적의 기동 부대를 발견하고 동정을 파악하는 대기 태세였지만, 포르모사 항공전에서는 내습을 예상하고 순찰을 강화하고 있었음에도 불구하고 미 기동 부대의 기습 공습을 받았고, 그 후에도 쉽게 그 소재를 밝혀 내지 못한 점이었다.
미군은 마리아나 제도의 점령에 성공하고 다음 공략 목표를 필리핀 탈환으로 정하고 그 침공 계획으로 결국 〈킹 II 작전〉을 수행했다. 미군의 첫 번째 상륙 예정 지점은 레이테섬이었지만, 이 전략은 여러 단계로 나뉘어 상륙 작전에 앞서 주변 공역의 제공권, 제해권을 확보하기 위해 미국 해군 항공모함 기동 부대는 오키나와, 타이완, 필리핀 북부에 걸쳐 산재해 있던 일본군 비행장을 공습했다. 10월 5일 제3함대 사령관 윌리엄 홀시가 태평양함대 사령관 체스터 니미츠에서 받은 명령은 "타이완의 군사 시설과 항만 시설에 영구적인 손상을 주는 것"이었다.
1944년 10월 10일 미군 제38임무부대가 오키나와와 주변 섬의 일본군 기지에 공습을 했다. 이때의 공습은 오키나와에서 십십 공습으로 기록되어 있다. 다음날 10월 11일 미국 함대는 남하해 필리핀을 공격했다. 쇼호작전에 제공한 제2항공함대 장관 후쿠도메 중장은 그 발동 전에 공격을 결정하고, 11일 새벽 영해에서 정오에 기동 부대를 발견하면 18시 30분 12일 전략 요령을 발령했다. T 공격 부대에 대해서는 “별도의 명령으로 여명 이후 오키나와 방면에 진출하여 타이완섬 동쪽 바다의 적에게 황혼 공격과 야간 공격을 하겠다”고 의도를 밝혔다.
타이완섬과 류큐제도에 대한 공격은 일본 항공 세력이 레이테 전투에 참여하는 것을 막기 위하여 실시되었다. 당시 일본은 타이완섬 방어를 위한 첩2호작전을 계획하고 있었다.

## 전투

### 10월 12일
1944년 10월 12일, 미해군 제3함대는 함재기로 타이완섬에 대한 공습을 시작하였다. 상공에 낮은 구름이 드리운 가운데 미군의 제3함대는 타이완섬에 총 1,378대를 투입해 공습을 했다. 이날 일본군은 T 공격 부대를 투입해 미국 함대에 대한 공격을 시작한다. 해군 폭격기 요코수카 Yokosuka P1Y와 함상공격기 Aichi B7A, 육군폭격기 Mitsubishi Ki-67 등으로 구성된 항공기 90여대가 출격했지만, 조명탄에 의한 조명이 구름에 전혀 불충분했기 때문에 공격에 시간이 걸렸다. 게다가 미군의 대공 사격을 받은 54대가 격추되어 돌아오지 못했다. 한편, 제3함대의 승무원은 다음 공격 일에도 충분한 수면을 취하지 못했다.
윌리엄 홀시의 정보 장교였던 칼 솔버그는 미군 측에서 본 인상으로 12일 밤 일식육상공격기로 공격을 해온 것은 조직적인 공습라기보다는, 통제되지 않은 산발적인 것이었다는 레이다 담당자의 소감을 나타내고 있다.

### 10월 13일
제3함대는 총 947대를 공격에 동원했다. 또한 태평양 함대 사령부로 거론된 특급 정보가 회송되면서, 제3함대는 도요다 소에무 연합함대 사령장관이 타이완에 있으며, 반격을 지시하고 병력의 집결을 도모하고 있음을 알게 되었다. 따라서 신주 시에 대한 공격이 추가되었다. 다만, 제38임무 부대 사령관 마크 밋챠는 “수가 많기 때문에 모든 비행장을 파괴하는 것은 불가능할지도 모른다”고 말했다.
일본군은 미해군 항공모함 프랭클린(USS Franklin)과 중순양함 캔버라(USS Canberra)에 두 발을 명중시켰지만, 치명적인 손상을 주지는 못했다. 태평양 전쟁 중 처음으로 가미카제 공격이 이루어졌으며, 미해군 항공모함 프랭클린(USS Franklin)이 조금 손상되었다.

### 10월 14일
10월 14일 제3함대는 전송된 특급 정보에 의해 일본군 항공기가 집결하고 있다는 것을 알았다. 또한 전날 피해를 입은 순양함 캔버라의 대피를 엄호하기로 결정했기 때문에 타이완에 3군, 북부 루손에 1군을 뒤돌아 하게 하고, 이른 아침부터 공격을 했지만 전날보다 더 빨리 공습을 끝냈기 때문에 출격기는 146대 줄어들었고, 상실된 기체의 증가로 일본군의 저항이 거세지고 있다고 판단했다. 일본 측은 미군 함대가 전날까지의 공격으로 방어력을 상실했다고 판단하고, 380기를 동원하여 항공 총공격을 감행하고 낮에도 공격을 했다. 이 회차의 공격은 낮에 벌어진 때문에 적의 함대 상공을 지키는 함재기에 의한 격렬한 요격과 대공 사격을 받아 무려 244대가 돌아오지 못했다. 이 날을 기점으로 제3함대는 타이완섬에 대한 공격을 중단했다. 이날로 타이완섬이 무력화되었다. 전투 과정에서 경순양함 휴스턴(USS Houston)이 어뢰 공격을 받아 손상되었으며, 항공모함 핸콕(USS Hancock)과 경순양함 레노(USS Reno)와 다른 두 척의 구축함이 조금 손상되었다.
작전을 예정대로 마친 제3함대는 17일 무렵에는 레이테섬 앞바다에 집결하고 있던 제7함대의 레이테 상륙을 지원하기 위해 14일 밤 필리핀 동쪽 해안으로 남하를 시작했다. 여기에서 함대는 2개의 그룹으로 나누어, 제4군은 15일부터 마닐라 주변의 공습을 시작했고, 제2군과 제3군은 연료의 급유 해역으로 후퇴하고 있었다.
제1군은 타이완섬 동쪽 해안에 머물렀다. 미군은 전과를 혁혁하다고 생각하고, 일본 방송을 감청했고, 제3함대는 니미츠가 중계한 감청 정보를 받아 허위 정보를 굳게 믿고 있는 것을 파악하고 있었다. 따라서 피해를 입은 아군 어뢰로 처분해도 이상하지 않을 두 척의 순양함의 예인을 명했고, 이를 미끼로 추격을 할 일본군에 타격을 줄 준비를 했다. 실제로 시마 키요히데 중장이 이끄는 제5함대가 조난 중인 일본 해군 조종사의 구조 및 잔적 소탕을 위해 파견이 예정되어 있었다. 그러나 이 소탕 작전도 14일에는 미국 측에 누설되고 있었다.
3일간 일본군은 500기의 항공기와 다수의 전투함을 잃었으며, 이는 해당 해역에 주둔하던 대부분의 전력에 해당했다. 이에 반해 미군은 89기의 항공기를 잃었다.

### 10월 15일 이후
일본군 항공대는 16일까지 반복적으로 밤낮을 가리지 않고 공격을 퍼부었지만, 피해만 키웠을 뿐이다. 그러나 항공대에서 보낸 전문은 ‘항공모함을 격침’, ‘전함 격파’ 등 화려한 전과를 보고뿐이었다. 그동안 대본영에서는 전선의 부대에서 보낸 과대 전과 보고를 믿어 의심치 않고 그대로 집계해 발표했기 때문에, 그 전과를 대본영이 발표하는 결과가 되었다.
10월 19일, 일본군은 “항공모함 19척, 전함 4척, 순양함 7척 (구축함, 순양함포함) 함종 불명 15척 격침, 격파”라고 발표했다. 미국 본토에서는 투자자의 일부가 일본의 발표 내용을 믿었기 때문에 주가가 일시적으로 대폭락하는 사태도 발생했다. 그러나 실제로는 제3함대의 물리적 손해는 아래와 같이 근소한 것에 지나지 않았다. 그러나 4일에 걸친 연속 공격과 나아가 필리핀 공습과 방공 전투도 계속하고 있었기 때문에 함대 장병들은 피로가 누적되고 있었으며, 제2군은 군사령관이 홀시에게 건의한 현실을 인정하고, 항모 벙커힐을 후퇴시켰다. 그래서 제2군은 항공모함 빙커힐이 빠진 상태에서 레이테 만 전투에 임하게 되었다. 한편, 제1군의 와스프(USS Wasp, CV-18)나 제3군의 항공모함 렉싱턴(USS Lexington, CV-16)에게도 같은 건의를 했지만, 후퇴를 하지 않은 예도 있었다. 홀시의 뇌리에는 사기에 영향을 미칠 것이라는 생각도 있었다.
16일 홀시는 니미츠에게 보낸 “도쿄 라디오가 격침을 보도 했다 제3함대의 모든 함정은 이제 해저에서 되살아 나 눈 앞의 적들을 향해 퇴각 중”이라는 전문을 발신했다. 윌리엄 홀시의 정보 장교 칼 솔버그에 따르면 이는 미국 측에서 유명한 보고라고 말한다.
대본영 해군부는 잘못된 전과 보고를 천황에 올리고, 천황의 칙서까지 발표했다. 국민은 ‘미국 기동 부대 섬멸’이라는 대승에 떠들썩했다. 그러나 해군부는 16일 타이완 근해의 상공에서 항공모함 7척을 포함한 미국 기동 부대를 정찰기가 발견했다는 보고를 받았고, 극비리에 전과 보고를 다시 판단하여 대전과가 오인임을 확인하고 있었다. 그럼에도 불구하고 해군부는 전과를 정정하여 발표하지 않았고, 육군에 정보를 전달하지 않았기 때문에 이후 일본군의 전략과 전황에 큰 영향을 미치게 된다.

## 참전 병력

### 일본군
- 일본 제국 해군: 전투기/폭격기 1,225기
  - 제1기동함대 (오자와 지사부로 중장)
  - 제5함대 (시마 기요히데 중장)
  - 제1항공함대 데라오카 긴페이 중장)
  - 제2항공함대 (후쿠도메 시게루 중장)
- 일본 제국 육군 항공대: 전투기/폭격기 200기
  - 제4항공군: 필리핀 마닐라

제1, 2항공함대는 제도상 "함대"였으나, 당시 육상기지 항공부대였다. 제5함대는 잔적 소탕의 임무를 도맡아 일본 본토에서 출격했지만, 부풀려진 전과와 실패로 끝났다.

### 미군
- 미국 해군 제3함대 (윌리엄 홀시 대장)
  - 태스크포스 38 (TF 38) (마크 밋챠 중장) - 항공모함 17척(경항공모함 9척 포함), 전함 6척, 중순양함 4척, 경순양함 11척, 구축함 57척, 항공기 1,000대
    - 태스크그룹 38.1 (TG 38.1): 카우펜스, 호넷, 몬테레이, 와스프
    - 태스크그룹 38.2 (TG 38.2): 벙커힐, 카봇(detached), 핸콕, 인디펜던스, 인트레피드
    - 태스크그룹 38.3 (TG 38.3): 에식스, 랭글리, 랙싱턴, 프린스턴
    - 태스크그룹 38.4 (TG 38.4): 벨레우드, 엔터프라이즈, 프랭클린, 샌하신토

## 손실 및 결과

### 일본군
- 항공기 312대

### 미군
- 항공기 89대, 승무원 100명
- 대파 : 순양함 캔버라, 경순양함 휴스턴
- 소파 : 정규항모 핸콕

일본군은 이 항공전에서 쇼호작전에서 기대를 하고 있던 T공격 부대의 대부분을 소모하고 말았다. 항공기 탑승원 80조가 남아 있어 당장 재편을 착수했지만, 일러야 10월 말까지 회복의 가망이 없이 쇼호작전의 레이테 만 전투에서 제6기지 항공 부대는 정예인 T공격 부대의 활약을 기대할 수 없어 숙련도가 낮은 혼성 실동기 300대에도 못 미치는 항공 병력을 주력으로 삼아야 했다. 또한 T 공격 부대의 작전으로 예정하고 있던 미 기동 부대가 정박하고, 활동하지 않는 야간에 기습을 하려고 했던 ‘단작전’(丹作戦)의 실행도 불가능하게 되었다.
미국의 전쟁 사학자 새뮤얼 모리슨은 《모리슨 전사》(History of United States Naval Operations in World War II)에서 일본군의 공습을 가장 격렬한 규모라고 평가하면서 “우리 항모 부대의 방어력이 스스로를 지키는 데 충분하다는 것을, 6월에 이어 다시 한번 입증했다”고 소개하고 있다.
이 항공전 도중, 제1항공함대 장관 오오니시 타키지로(大西瀧治郎) 중장이 신주 시에서 아군 비행기가 허둥지둥 떨어지는 것을 보고, 기술적 열세를 알게 된 것이 카미카제 특공대 창설 이유 중 하나라는 설이 있지만, 부관이었던 모지 치카노리(門司親徳)에 따르면 오오니시가 볼 수 있는 거리에서 그런 전개는 없었다고 한다.

## 참고 자료

### 미국측 자료
- Fuller, J.F.C. (1956). 《The Decisive Battles of the Western World – Volume III》. 런던: Eyre & Spottiswoode. ISBN 1-135-31790-9.
- Morison, Samuel Eliot (2002년 1월 24일) [1st. pub. Little, Brown:1958]. 〈Chapter VI: Formosa Air Battle, 10–20 October 1944〉. 《History of United States Naval Operations in World War II. Vol. 12: Leyte, June 1944 – January 1945》. Champaign, Illinois, U.S.A.: 일리노이 대학교 출판부; reprint edition. ISBN 0-252-07063-1.
- Fletcher, Gregory G. (2012). 《Intrepid Aviators: The True Story of U.S.S. Intrepid's Torpedo Squadron 18 and Its Epic Clash With the Superbattleship Musashi》. 뉴욕: New American Library. ISBN 9780451236968.

### 일본측 자료
- 防衛研修所戦史室　『戦史叢書37권 海軍捷号作戦(1)台湾沖航空戦まで』　朝雲新聞社, 1970년。
- 実松譲　『日米情報戦記』　図書出版社, 1980년。
- 高野義夫　『朝日新聞縮刷版（復刻版）昭和19년 10월〜12월』　日本図書センター, 1987년。
- 保阪正康　『瀬島龍三 参謀の昭和史』　文藝春秋〈文春文庫〉, 1991년（초판 1987년）。

堀の情報を握り潰した件について戦後謝罪を受けたという堀の回想が, P130付近にある。
- 柳田邦男　「第二部」『零戦燃ゆ〈5〉』　文藝春秋〈文春文庫〉, 1993년, ISBN 4-16-724013-0。

誤認戦果について資料批判を交えつつその原因について評論。
- 堀栄三　「Ⅳ」『大本営参謀の情報戦記』　文藝春秋〈文春文庫〉, 1996년（初出1989년）, ISBN 4-16-727402-7。
- 碇義朗　「台湾沖航空戦・幻の戦果」『レイテ沖海戦（歴史群像太平洋戦史シリーズ9）』　学習研究社, 1995년, ISBN 4-05-401265-5。
- 칼 솔버그　『決断と異議 レイテ沖のアメリカ艦隊勝利の真相』　高城肇訳, 光人社, 1999년（원서는 1995년의 단행본）, ISBN 4-7698-0934-4。

저자는 TIME 지 기자를 거쳐서, 군에 지원, 공중 전투 정보(ACI)장교로서 남서태평양 군에 근무, 이 해전 때는 제3함대 사령부에 배속된 기함 뉴저지에 승조하여 참전했다。
- 辻泰明・NHK取材班　『幻の大戦果 大本営発表の真相』　일본방송출판협회, 2002년, ISBN 4-14-080729-6。

同名の番組（NHK 스페셜, 2002년 8월 13일 종합 텔레비전에서 방송)을 바탕으로 정리한 내용
- 神野正美　『台湾沖航空戦 T攻撃部隊 陸海軍雷撃隊の死闘』　光人社, 2004년, ISBN 4-7698-1215-9。
- 大井篤　「第7章　南方ルート臨終記」내 「25 台湾沖航空戦祝盆の陰に」『海上護衛戦』　学習研究社〈学研M文庫〉, 2001년（초판 1953년, 이후 1975년, 1983년, 1992년 재판）, ISBN 4-05-901040-5。